# Art Spiegelman
Arthur Spiegelman (Stockholm, Svédország, 1948. február 15. –) amerikai képregényalkotó, a kritikailag elismert Maus és In the Shadow of No Towers című képregények írója és rajzolója.

## Életpályája
Art Spiegelman lengyel zsidó család gyermekeként született a második világháború után Stockholmban, és New York városának Rego Park nevű városrészében nevelkedett az Egyesült Államokban. A képregények és a rajzolás iránt már fiatalon érdeklődött. Szülei akarata ellenére, akik fogorvosnak szánták fiúkat, Spiegelman a főiskolán művészetet és filozófiát tanult, majd az underground képregénymozgalom köreiben kezdett tevékenykedni. Az évek folyamán olyan kiadványokban működött közre, mint a Real Pulp, a Young Lust és a Bizarre Sex.
Alkotói munkája mellett 1975-ben Bill Griffith-tel megalapította az Arcade, 1980-ban pedig feleségével, Françoise Moulyval a RAW című magazinokat.
Szélesebb, az underground körökön kívüli ismertségét az 1972-ben megjelent Maus című három oldalas képsora hozta meg számára, melynek cselekménye holokauszttúlélő apja emlékein alapult. Ezen művének új, jelentősen kibővített és koncepciójában átdolgozott változata 1980 és 1991 között jelent meg a RAW oldalain, valamint két gyűjteménykötetben.
Az 1990-es években Spiegelman a The New Yorker borítórajzolójaként is dolgozott, valamint elindította a Little Lit nevű gyermekmagazint. Az Egyesült Államokat ért 2001. szeptember 11-ei terrortámadások kapcsán alkotta meg szintén kritikailag elismert In the Shadow of No Towers című képregényét.

## Magyarul megjelent művei
- Maus. Egy túlélő regénye; ford. Szakonyi Péter; Napra-forgó, Bp., 1990
- Maus. Egy túlélő története; ford. Feig András; Ulpius-ház, Bp., 2005